# Ti pretendo
«Ti pretendo» (en español: Te pretendo) es una canción del cantante italiano Raf, lanzada en 1989. Fue lanzada como el segundo sencillo del álbum Cosa restarà...
Raf, además de ser el intérprete, fue compositor del tema junto a Giancarlo Bigazzi. El único autor del texto es Gianni Albini.
Con esta canción, el cantautor de Apulia participa en el Festivalbar en el verano y se convierte en el ganador general del evento de canto, y también participa en el concurso Vota la voce.
La canción también fue elegida para la banda sonora de la película Quería pantalones dirigida por Maurizio Ponzi.
En 2020 participó en el concurso radiofónico I Love My Radio, en el que participaron un total de 45 canciones.
En los años posteriores al éxito de la canción de Raf, algunos cantantes intentaron grabar una versión de Ti pretendo. En 1992 la versión interpretada por Miriana Trevisan (doblada por la vocalista Stefania del Prete y contenida en el primer recopilatorio de Non è la Rai, disco de gran éxito de 1993), por Raffaella Carrà en 1993 para el disco en español Hola Raffaella, de Anna Oxa en 1994 para el disco Cantautori  y Marco Carta en 2008 para el disco Ti rincontrerò.
El cantante argentino-venezolano Ricardo Montaner hizo una versión en español titulada «Te presiento» en 1990.